# Robert Hugues-Lambert
Robert Hugues-Lambert est un acteur français, né le 1er avril 1908 dans le 4e arrondissement de Paris et mort le 7 mars 1945 au camp de concentration de Gross-Rosen (nom allemand de Rogoźnica, village aujourd'hui en Pologne).
Il a été acteur de théâtre et n'a tourné qu'un seul film au cinéma, Mermoz dans lequel il incarne le rôle-titre.

## Biographie

### Origines et formation
Robert Hugues-Lambert naît le 1er avril 1908 au 75 rue Saint-Antoine, dans le 4e arrondissement de Paris, sous le nom d'état civil de « Hugues Robert Lambert », de Jean Lambert, vendeur au BHV âgé de 24 ans, et de son épouse Louise Eugénie André, caissière dans le même magasin âgée de 21 ans,. Une fois son brevet des collèges en poche, il est d'abord employé de banque et se produit également dans une troupe de théâtre amateur.
À 18 ans, il est émancipé par ses parents et suit des cours d'art dramatique avant de partir effectuer son service militaire dans les chasseurs alpins.

### Brève carrière, vie privée et arrestation
À son retour, garçon romantique à l'âme d'artiste, Robert Hugues-Lambert erre dans Paris, en déclamant des vers de Musset dans le parc Monceau. Il décroche un engagement au théâtre de l'Odéon. Le soir de la première, il oublie de se présenter pour tenir son rôle. Il en est renvoyé.
Sa mère meurt en 1934 (il a 26 ans), laissant le jeune homme désespéré. Il se brouille avec son père et n'assiste pas au remariage de ce dernier.
Homosexuel assumé, il fréquente les lieux interlopes de la capitale. On le retrouve acteur, en 1942, aux côtés de Jacques Dynam dans une pièce de Jean Giono, Le Bout de la route. C'est lors d'une de ces représentations qu'il est remarqué pour un projet de film retraçant la vie de l'aviateur Jean Mermoz. La mère de l'aviateur, à qui Robert Hugues-Lambert se présente, est bouleversée par la ressemblance du comédien avec son fils disparu. Il est ainsi retenu dans la distribution. Réalisé par Louis Cuny, le tournage de Mermoz débute en 1942, et le film est presque terminé lorsque, le 3 mars 1943, Robert Hugues-Lambert se rend chez Harcourt pour une séance de photos. En sortant du studio, la séance terminée, il s'arrête dans un café-restaurant fréquenté, entre autres, par des homosexuels. La police allemande fait soudain irruption pour un contrôle d'identité. Robert Hugues-Lambert, dénoncé pour être l'amant d'un officier de la Wehrmacht, est arrêté et inculpé pour « oisiveté » (et non homosexualité) puis dirigé, dès le lendemain, vers le camp de Royallieu près de Compiègne, dans l'Oise.
Pour achever les dernières scènes du film Mermoz, une doublure physique va devoir le remplacer (de dos) : Henri Vidal est choisi à cet effet. Mais Vidal n'a pas le même timbre de voix qu'Hugues-Lambert. Pour les raccords de voix, Louis Cuny dépêche une équipe jusqu'à son lieu de détention dans l'Oise, et avec la complicité d'un gardien du camp, réussit à enregistrer la voix d'Hugues-Lambert à l'aide d'une perche passée par-dessus l'enceinte du camp.

### Déportation et mort
Le 16 septembre 1943, Robert Hugues-Lambert, qui espérait être libéré, est pourtant déporté au camp de concentration de Buchenwald (en Thuringe) sous le matricule 21623 (arrivée le 18 septembre) et affecté au bloc 31.
Peu après son arrivée à Buchenwald, il se lie avec François Francen (1922-1943) — fils naturel de la comédienne Mary Marquet et de Firmin Gémier, — qui va mourir peu après dans ce camp.
En France le 11 octobre 1943, le film Mermoz est achevé, et fait l'objet d'une projection privée à Vichy. Y assistent, entre autres, Pétain lui-même, la mère de Mermoz, ainsi que le sculpteur François Cogné. Trois jours plus tard, une seconde projection a lieu à Paris, à l'opéra Garnier, dans le cadre d'une soirée de gala, au bénéfice de la Croix-Rouge. Max Bonnafous, ministre de l'Agriculture et du Ravitaillement du régime de Vichy est présent, et le Tout-Paris de l'Occupation s'y précipite, et l'absence de l'acteur principal n'y est pas évoquée.
La sortie très attendue du film en salles a lieu le 3 novembre suivant.
En Allemagne un an plus tard, le 28 novembre 1944, Robert Hugues-Lambert est transféré au camp de concentration de Flossenbürg en Bavière, où il travaille à la briqueterie. On le retrouve ensuite au camp de concentration de Gross-Rosen, en Basse-Silésie. Très affaibli et souffrant d'œdèmes aux jambes, il y meurt d'épuisement quelques mois plus tard, le 7 mars 1945, dans l'oubli le plus total.

## Postérité
Le parcours étonnant de Robert Hugues-Lambert est évoqué dans un ouvrage de René Chateau, Le Cinéma français sous l'Occupation, 1940-1944, publié en 1995.
En 1999, Marcel Bluwal est le premier à consacrer un long métrage à l'acteur et à l'histoire du tournage du film Mermoz, intitulé Le Plus Beau Pays du monde. Mais par manque probable d'archives connues à l'époque, le premier internement de Robert Hugues-Lambert se passe, dans ce long métrage et dans l'ouvrage de René Chateau, au camp de Drancy, au lieu de celui de Royallieu près de Compiègne.
Certains points de l'arrestation et de la déportation de Robert Hugues-Lambert demeurent encore un mystère. En effet, il semble qu'il n'a jamais porté de triangle rose (réservé aux homosexuels), mais le triangle rouge (réservé aux prisonniers politiques)[réf. souhaitée]. Or, Robert Hugues-Lambert n'a jamais fait de politique. Le film est ressorti en 1945[réf. souhaitée]. L'hebdomadaire satirique Le Canard enchainé a porté un jugement négatif sur le film ; « Si parfois les anges ont des ailes, le metteur en scène du film a des oreilles d’âne. Pauvre Mermoz il est mort deux fois. »[réf. souhaitée]